# Moloko Temo
Moloko Temo (ur. 4 lipca 1874 ?, zm. 3 czerwca 2009) – kobieta, która według niepotwierdzonych źródeł miała żyć 134 lata i 334 dni. W 1919 roku urodziła córkę. W 2008 odnalazł i przeprowadził z nią wywiad dziennikarz Martin Geissler. Pochodziła ze środkowej Afryki. Zmarła z przyczyn naturalnych.